# Шанац (утврђење)
Шанац је војна одбрана једне тврђаве и могао је бити сув или испуњен водом. Он је представљао дубоко и широко удубљење у тлу испред самих бедема. Његова основна улога била је да се онемогући приступ бедемима односно да се онемогући директан напад на њих. Ова врста фортификационе архитектуре је доста ретка на нашим просторима због брдовитог терена који је онемогућавао њихову изградњу и употребу, мада постоје и такви примери (види Смедеревска тврђава).

## Основна улога шанца
Димензије шанца онемогућавале су опсадним справама (покретна кула и борбени ован) прилаз бедемима, чиме су оне постале немоћне за деловање. Дубина сувог шанца отежавала је приступ пешадије утврди како за упад кроз рупе у бедемима које су настале бомбардовањем (Катапултима, требушетима, а касније и топовима), тако и за покушаје да се уз помоћ лестви домогну врха бедема. Наравно, шанац испуњен водом потпуно је онемогућавао пешадији приступ бедемима. Дубина шанца додатно је отежавала покушаје да се прокоповањем тунела до бедема и урушавањем његових темеља направи рупа кроз коју би се могло продрети у утврду. Додатни проблем био је са тврђавама које су око себе имале шанац са водом, јер се лошим прорачуном могло оштетити дно шанца, након чега би вода покуљала у тунел и подавила раднике у њему.

### Шанац испуњен водом
Посебна врста шанаца били су они који су испуњени водом. Најчешће су у суви шанац скретани потоци или речице који би га испунили и касније снабдевали водом у случају потребе. Као додатна мера заштите у таквим шанцима су испод површине воде постављани дрвени шиљци који су угрожавали живот сваком ко би покушао да преплива шанац. Међутим овакви шанчеви су захтевали стално одржавање и чишћење да би се спречило нагомилавање материјала који би могао створити прелаз.

## Премошћавање шанца
Шанац је своју заштитну улогу имао у току борби, али се преко њега морало прелазити због чега је преко шанца грађен мост који се надовезивао на капију. Постојало је више различитих мостова који су коришћени, али су најчешће три врсте:
- Дрвени мост, који се лако могао расклопити у случају опасности.
- Камени мост, који је пружао једини прилаз утврди, због чега је тај део бедема тврђаве додатно ојачан кулама.
- Покретни мост, који се уз помоћ ланаца и чекрка подизао током ноћи или у случају опасности.

## Борба против шанца
Једини начин борбе против шанца односно уклањања његове заштитне способности током опсада било је пуњење и затрпавање шанца разним материјалом. Због тога се често током опсада дешавало да нападачи током обданице затрпавају шанац, да би га опсађени током ноћи отрпавали.

## Историјска употреба

### Древна
Неки од најранијих доказа о јарцима откривени су око древних египатских замкова. Један пример је у Бухену, замку ископаном у Нубији. Други докази о древним јарцима налазе се у рушевинама Вавилона, као и на рељефима из старог Египта, Асирије и других култура у региону.
Докази о раним јарцима око насеља откривени су на многим археолошким налазиштима широм југоисточне Азије, укључујући Ноен У-Лок, Бан Нон Круа Чут, Бан Макам Та и Бан Нон Ват. Шанчеви су могли да се користе у одбрамбене или пољопривредне сврхе.

### Средњевековни
Ископани су опкопи око двораца и других утврђења као део одбрамбеног система као препрека непосредно изван зидина. На одговарајућим местима могу се напунити водом. Јарак је отежавао приступ зидовима за опсадно оружје као што су опсадне куле и ударни овнови, који су морали да се прислоне на зид да би били ефикасни. Јарак испуњен водом чинио је веома тешком и праксу рударења - копања тунела испод замкова како би дошло до урушавања одбране. Сегментирани јарци имају један суви и један део испуњен водом. Суви шанчеви који пресецају уски део оструге или полуострва називају се вратни ровови. Шанчеви који раздвајају различите елементе замка, као што су унутрашње и спољашње одељење, су попречни ровови.
Реч је прилагођена на средњеенглеском из старофранцуског motte „хумка, брежуљак“ и прво је примењена на централну хумку на којој је подигнут замак (види замак са насипом и двориштем), а затим је примењена на ископани прстен, а 'суви ров'. Заједничко извођење имплицира да су ове две карактеристике биле блиско повезане и да су вероватно конструисане у исто време. Термин јарак се такође примењује на природне формације које подсећају на вештачку структуру и на сличне модерне архитектонске карактеристике.

### Касније западно утврђење
Са увођењем опсадне артиљерије, у 16. веку се појавио нови стил утврђења који је користио ниске зидове и истурене јаке тачке зване бастиони, који је био познат као trace italienne. Зидови су додатно заштићени од напада пешадије мокрим или сувим јарцима, понекад у сложеним системима. Када је средином 19. века овај стил утврђења заменио низ полигоналних утврђења, шанчеви су наставили да се користе за блиску заштиту.

## Модерна употреба

### Архитектонска употреба
Суви јарци су били кључни елемент који се користио у стамбеним зградама француског класицизма и беаук-артс бозар архитектуре, и као декоративни дизајн и да би се обезбедио дискретан приступ служби. Одлични примери за њих могу се наћи у Њупорту, Роуд Ајланд, у вили Мирамар и Елмс, као и у Кароленду, у близини Сан Франциска, Калифорнија, и на Јунион станици у Торонту, Онтарио, Канада. Поред тога, суви јарак може да омогући светлости и свежем ваздуху да допре до подрумских радних простора, као на пример у пошти Џејмс Фарли у Њујорку.

### Антитерористички шанчеви
Док шанчеви више нису значајно оруђе ратовања, савремени архитектонски дизајн зграда их и даље користи као одбрану од одређених савремених претњи, као што су терористички напади из аутомобилских бомби и оклопних борбених возила. На пример, нова локација Амбасаде Сједињених Америчких Држава у Лондону, отворена 2018. године, међу безбедносним обележјима укључује и шанац – први такав јарак изграђен у Енглеској након више од једног века. Модерни шанчеви се такође могу користити у естетске или ергономске сврхе.
Нуклеарна станица Катавба има бетонски јарак око дела својих постројења. (Друге стране постројења граниче се са језером.) Јарак је део мера предострожности које су додате таквим локацијама након напада 11. септембра 2001. године.

### Безбедоносни шанчеви
Шанчеви, а не ограде, одвајају животиње од гледалаца у многим модерним зоолошким вртовима. ШанчевЕ је на овај начин први употребио Карл Хагенбек у свом Тирпарку у Хамбургу, Немачка. Структура, са вертикалним спољним потпорним зидом који се уздиже директно из јарка, је проширена употреба ха-ха енглеског баштованства.

### Гранични одбрамбени ровови
Године 2004, предложени су планови за јарак од две миље преко јужне границе појаса Газе како би се спречило пробијање тунела од египатске територије до пограничног града Рафа.
Године 2008, градски званичници у Јуми, Аризона, планирали су да ископају две миље дугу деоницу на 180 хектара (440 акра) мочваре познате као Хантерс Хол како би контролисали имигранте који долазе из Мексика.

### Јарци за контролу штеточина
Истраживачи паука скакача, који имају одличну визију и прилагодљиву тактику, изградили су минијатурне јаркове испуњене водом, прешироке да би пауци могли да прескачу. Неки примерци су награђивани за скакање па за пливање, а други само за пливање. Portia fimbriata из Квинсленда је углавном успевала, за који год метод су бивали награђени. Када су примерци из две различите популације Portia labiata добили исти задатак, припадници једне популације су одредили који метод им је донео награду, док су припадници друге наставили да користе метод који су прво покушали и нису покушавали да се прилагоде.